# Josep Maria Casals i Ariet
Josep Maria Casals i Ariet (Viladrau, Osona, 1901- Barcelona, 1986) fou un fotògraf català, representant del pictorialisme tardà, juntament amb Claudi Carbonell, Joan Porqueras, Narcís Ricart i Joaquim Pla Janini, entre d'altres.
El tema que preferia fotografiar era els paisatges de l'interior de Catalunya i l'alta muntanya. La tècnica que va usar més era el bromoli transportat, una tècnica complexa de la que esdevingué un especialista i amb la que va aconseguir imatges d'alt contingut artístic i d'aspecte proper als gravats i un aire irreal.
De formació autodidacta, la seva vasta cultura artística el van convertir en un dels millors exponents d'aquest corrent fotogràfic, que a Catalunya es va practicar ben bé fins als anys seixanta.
Es pot veure una part de la seva obra a la col·lecció de fotografia del Museu Nacional d'Art de Catalunya, gràcies al dipòsit del Fons d'art de la Generalitat de Catalunya i l'obra cedida en dipòsit per la seva filla.
El novembre de 2018 es va fer una donació de part del seu fons al Museu Nacional d'Art de Catalunya.

## Exposicions
- 1994 Exposició retrospectiva Casals i Ariet: el darrer clàssic, Fundació La Caixa.
- 2003 Exposició "La mirada de Verdaguer". Exposició amb imatges de diversos fotògrafs amb motiu de l'any Verdaguer, MNAC